# Cộng đồng Đông Phi
Cộng đồng Đông Phi (tiếng Anh: East African Community, viết tắt: EAC) là một tổ chức liên chính phủ của 6 nước Đông Phi là Burundi, Kenya, Rwanda, Tanzania, Uganda và Nam Sudan.
EAC vốn được thành lập vào năm 1967, nhưng đến năm 1977 thì tan rã. Ngày 7 tháng 7 năm 2000, tổ chức này được khôi phục. Hiện nay, nó là một trụ cột của Cộng đồng Kinh tế châu Phi. Những bước tiến quan trọng trong hội nhập khu vực của tổ chức này gồm:
- Tháng 3/2004: ký hiệp định về thành lập liên minh thuế quan ở Đông Phi.
- Năm 2008: EAC đồng ý thành lập khu vực thương mại tự do cùng Thị trường chung Đông và Nam Phi và Cộng đồng Phát triển Nam Phi.
- Các nước Kenya, Tanzania, Uganda đã thỏa thuận sẽ sử dụng một đơn vị tiền tệ chung là shilling Đông Phi từ cuối năm 2009 thay cho các đơn vị tiền tệ quốc gia của mình.[4]
- Đặc biệt, các nước thành viên trong khối đã nhất trí sẽ sáp nhập lại thành một nhà nước, gọi là Liên bang Đông Phi vào khoảng năm 2013.[5]

AEC rộng 1.817.945 km² và ước có 124.858.568 dân. Tổng sản phẩm nội địa (danh nghĩa) của cả khối vào năm 2007 ước 61 tỷ dollar Mỹ, bình quân đầu người là 488 dollar.
Vào tháng 1 năm 2023, Cộng đồng Đông Phi (EAC) có kế hoạch phát hành một loại tiền tệ duy nhất trong vòng bốn năm tới. Hội đồng Bộ trưởng của tổ chức phải quyết định vị trí của Viện Tiền tệ Đông Phi và thiết lập lộ trình phát hành đồng tiền chung..